# Дьюла Телекі
Дьюла Телекі (угор. Gyula Teleki, 15 лютого 1928 — 14 червня 2017, Будапешт) — угорський футболіст, що грав на позиції захисника за клуби «Дебрецен» та «Вашаш», а також національну збірну Угорщини. По завершенні ігрової кар'єри — тренер.

## Клубна кар'єра
У дорослому футболі дебютував 1946 року виступами за команду «Дебрецен», в якій провів чотири сезони. 
1950 року перейшов до клубу «Вашаш», за який відіграв 8 сезонів. За цей час виборов титул чемпіона Угорщини і двічі ставав володарем Кубка Мітропи. Завершив професійну кар'єру футболіста виступами за команду «Вашаш» у 1958 році.

## Виступи за збірну
1954 року дебютував в офіційних матчах у складі національної збірної Угорщини.
Загалом протягом трирічної кар'єри у національній команді провів у її формі три матчі.

## Кар'єра тренера
Розпочав тренерську кар'єру невдовзі по завершенні кар'єри гравця, 1959 року, очоливши тренерський штаб «Дебрецена», з яким пропрацював до 1961 року.
Згодом у 1960-х роках тренував суданський «Аль-Меррейх», працював на батьківщині з «Печем» та «Діошдьйором», а також у Польщі з «Віслою» (Краків).
У 1973 році тренував збірну Іраку. Пізніше працював з рідним «Дебреценом» та з кувейтським «Ас-Сулайбіхатом».
Помер 14 червня 2017 року на 90-му році життя в Будапешті.

## Титули і досягнення
- Чемпіон Угорщини (1):

«Вашаш»: 1957
- Володар Кубка Мітропи (2):

«Вашаш»: 1956, 1957